# Pomachromis
Pomachromis és un gènere de peixos de la família dels pomacèntrids i de l'ordre dels perciformes.

## Taxonomia
- Pomachromis exilis (Allen i Emery, 1973)[1]
- Pomachromis fuscidorsalis (Allen & Randall, 197])[2]
- Pomachromis guamensis (Allen i Larson, 1975)[3]
- Pomachromis richardsoni (Snyder, 1909)